# Israel Museum
Israel Museum (hebraisk: מוזיאון ישראל) er staten Israels nationalmuseum. Det ligger i den vestlige del af Jerusalem ikke langt fra Knesset, og blev opført i 1965 under den daværende borgmester Teddy Kollek. 
Museet dækker et areal på 50.000 m² med en have på 24.000 m² og har ca. 950.000 besøgende om året.
Der er fire afdelinger:
- Kunstafdelingen med museumshaven, der blandt andet har skulpturer af Henry Moore.
- Afdelingen for judaica og jødisk etnografi
- En arkæologisk afdeling hvortil hører Bogens Helligdom ("The Shrine of the Book") med nogle af skriftrullerne fra Det Døde Hav.
- En ungdomsafdeling.

## Andet Tempel model
Et af de seneste tilføjelser til museet er en model af Jerusalem som det så ud under det andet tempels æra. Modellen rekonstruerer topografi og den arkitektoniske karakter af byen, som den var op til 66 CE, det år, hvor det store oprør mod romerne brød ud, der siden førte til destruktion af byen og templet. Oprindeligt bygget på grunden af Jerusalems Holyland Hotel; den model, som omfatter en kopi af Herodes' tempel, er nu en fast bestanddel af museets campus, der støder op til Shrine of the Book.

## Galleri
- Afdelingen Bogens Helligdom
- Model af det Andet Tempel